# Whole Foods Market
Whole Foods Market, Inc., o companie Amazon, este o companie americană care comercializează alimente naturale.
Amazon a cumpărat compania pentru 13,7 miliarde de $ pe 28 august 2017.